# نانا بواتينغ
نانا بواتينغ (بالإنجليزية: Nana Boateng)‏ هو لاعب كرة قدم بريطاني، ولد في 17 سبتمبر 2002.